# CALCOCO2
CALCOCO2‏ (Calcium binding and coiled-coil domain 2) هوَ بروتين يُشَفر بواسطة جين CALCOCO2 في الإنسان.